# 杜瓦莱枫丹
杜瓦莱枫丹（法語：Doix lès Fontaines）是法国卢瓦尔河地区大区旺代省的一个市镇，位于该省东南部，属于丰特奈勒孔特区。该市镇的总面积为24.04平方公里，2015年时的人口为1717人。

## 历史
杜瓦莱枫丹成立于2016年1月1日，由相邻的杜瓦（法語：Doix）和枫丹（法語：Fontaines）两个市镇合并而成，其中杜瓦为政府驻地。